# モエソニック
モエソニックは、ヴィレッジ・ヴァンガード(Village Vanguard)、山下もえ（CAMOUFLAGEメンバー）企画の株式会社バースエンターテインメントが主催する動物愛護チャリティーライブ。

## 概要
2014年1月にZEPP NAGOYAにてヴィレッジ・ヴァンガード(Village Vanguard)、山下もえ（CAMOUFLAGEメンバー）により企画された、新春に行われる動物愛護チャリティライブである。出演者は名古屋を拠点とするインディーズアイドルを主に、その他全国のご当地アイドルや若手アイドルによって行われる。新春イベントということで、主催の山下もえは振袖で登場した。司会進行は山下もえ、松下唯、柊りお。出演者のしゃちほこボーイズの振付師として、山下もえの実姉である山下めぐみ（めぐねこ）が登場した。

### 協賛企業
主催は株式会社バースエンターテインメント。協賛企業としてサンデーフォークプロモーション/BandMan cafe Juliette〜秘密の隠れ家〜

### 開催遍歴
※会場はいずれもZEPP NAGOYA｡
1. 2014年1月5日：新春！モエソニック2014
2. 2014年12月28日：年納め！モエソニック2014

## 参加アーティスト
2014年
東京女子流
THEポッシボー
BOYS AND MEN
松下唯
CAMOUFLAGE
しゃちほこボーイズ
さんみゅ〜
ポンバシwktkメイツ
柊木りお
ASH Dream
I'S9
みきちゅ
Star☆T
&CRAZY
TAKENOYAMA24